# Little Cottonwood River
Der Little Cottonwood River ist ein 133 km langer Nebenfluss des Minnesota Rivers im Südwesten von Minnesota in den Vereinigten Staaten.
Über den Minnesota River ist er Teil des Einzugsgebietes des Mississippi Rivers und entwässert ein Gebiet von 596 km² in einer landwirtschaftlich geprägten Region.
Der Fluss entspringt südlich von Jeffers in Amboy Township im Cottonwood County, wo er als Entwässerungsgraben beginnt. An seinem Oberlauf folgt der Fluss einer eher nordöstlichen Richtung und fließt an Felsaufschlüssen vorbei, solchen wie die Jeffers Petroglyphs. Er durchfließt den Brown County und erreicht dann den Nordwesten des Blue Earth County, wo er in der Cambria Township in den Minnesota River mündet, etwa 11 km südöstlich von New Ulm. Der größte Teil seines Unterlaufes verläuft in etwa parallel zum Cottonwood River, der zwischen 5 und 15 km weiter nördlich liegt. Das Einzugsgebiet des Flusses ist schmal und verfügt über keine größeren Zuflüsse. Das Gelände in diesem Bereich besteht hauptsächlich aus Grundmöränenfeldern und in den 1990er-Jahren waren 90 % des Gebietes landwirtschaftlich kultiviert.
Zu den im Fluss vorkommenden Fischarten gehören Schwarzer Zwergwels und Gelber Katzenwels, Steinbarsch, Saugkarpfen, sowie verschiedene Arten von Springbarschen.
Am Pegel des United States Geological Survey in der Cambria Township, etwa 1100 m oberhalb der Flussmündung, betrug zwischen 1974 und 2005 die durchschnittliche Abflussmenge 2 m³/s. Der höchste gemessene Wert in diesem Zeitraum war am 20. Juni 1993 mit 100 m³/s und der niedrigste war am 17. September 1977 mit (gerundet) 0 m³/s gemessen worden.